# Понсе, Андрес
Андре́с Фабиа́н По́нсе Ну́ньес (исп. Andrés Fabián Ponce Núñez; 11 ноября 1996, Маракайбо, Венесуэла) — венесуэльский футболист, нападающий колумбийского клуба «Атлетико Букараманга». Игрок сборной Венесуэлы.

## Клубная карьера
Понсе начал профессиональную карьеру в клубе «Депортиво Тачира». 27 января 2013 года в матче против «Яракуянос» дебютировал в венесуэльской Примере. Не смог закрепиться в основном составе и летом следующего года перешёл в «Льянерос». 10 августа 2014 года в матче против «Португесы» дебютировал за новую команду. 21 сентября в поединке против «Карабобо» забил свой первый гол за клуб, реализовав пенальти.
В начале 2015 года на правах аренды перешёл в португальский «Ольяненсе». 14 февраля в матче против ковильянского «Спортинга» дебютировал в португальской Сегунде. 1 марта в поединке против «Ориентала» забил свой первый гол за «Ольяненсе».
Летом 2015 года Понсе перешёл в итальянскую «Сампдорию». 14 мая 2016 года в матче против «Ювентуса» дебютировал в итальянской Серии A, заменив во втором тайме Фабио Квальяреаллу. Летом того же года на правах аренды перешёл в швейцарский «Лугано». 10 августа в матче против «Сьона» дебютировал в швейцарской Суперлиге. Летом 2017 года Понсе на правах аренды присоединился к «Ливорно». 27 августа в матче против «Гаворрано» дебютировал за новую команду. 19 ноября в поединке против «Ольбия 1905» забил свой первый гол за «Ливорно». В начале 2018 года Понсе был отдан в аренду в «ФеральпиСало». 27 января в матче против «Фано» дебютировал за новый клуб.
Летом 2018 года Понсе перешёл в российский «Анжи». 6 августа в матче против «Уфы» дебютировал в РПЛ. 22 сентября в поединке против московского «Динамо» забил свой первый гол за «Анжи».
Летом 2019 года после вылета «Анжи» из РПЛ перешёл в «Ахмат».
16 октября на правах аренды перешёл в волгоградский «Ротор». После окончания аренды вернулся в «Ахмат» и 7 августа 2021 года расторг контракт с клубом.
Выступал за датский «Вайле», с 2023 года — за тольяттинский «Акрон», который покинул в июне 2024 года из-за окончания контракта.
В июле 2024 года перешёл в колумбийский «Атлетико Букараманга», и забил гол в дебютном матче за клуб в чемпионате Колумбии.

## Карьера в сборной
В 2013 году в составе юношеской сборной Венесуэлы Понсе завоевал серебряные медали юношеского чемпионата Южной Америки в Аргентине. На турнире он сыграл в матчах против команд Эквадора, Колумбии, Парагвая, Бразилии, Перу, Уругвая и дважды Аргентины. В поединках турнира Андрес забил семь мячей.
В начале 2015 года Понсе в составе молодёжной сборной Венесуэлы принял участие в молодёжном чемпионате Южной Америки в Уругвае. На турнире он сыграл в матчах против команд Чили, Бразилии и Колумбии.
3 февраля 2016 года в товарищеском матче против сборной Коста-Рики Понсе дебютировал за сборную Венесуэлы, заменив во втором тайме Хоана Морено.

## Достижения
- Чемпионат Южной Америки (до 17 лет)
  - Вице-чемпион: 2013

Акрон (Тольятти)
- Бронзовый призёр Первой лиги России: 2023/24
- Финалист Пути регионов Кубка России (1-й этап): 2022/23

## Клубная статистика
| Выступление      | Выступление      | Выступление      | Лига | Лига | Кубок | Кубок | Прочие | Прочие | Итого | Итого |
| Клуб             | Лига             | Сезон            | Игры | Голы | Игры  | Голы  | Игры   | Голы   | Игры  | Голы  |
| ---------------- | ---------------- | ---------------- | ---- | ---- | ----- | ----- | ------ | ------ | ----- | ----- |
| Депортиво Тачира | Примера          | 2012/13          | 6    | 0    | —     | —     | —      | —      | 6     | 0     |
| Депортиво Тачира | Примера          | 2013/14          | 1    | 0    | —     | —     | —      | —      | 1     | 0     |
| Депортиво Тачира | Итого            | Итого            | 7    | 0    | —     | —     | —      | —      | 7     | 0     |
| Ольяненсе        | Сегунда          | 2014/15          | 13   | 1    | —     | —     | —      | —      | 13    | 1     |
| Ольяненсе        | Сегунда          | 2015/16          | 4    | 0    | 1     | 0     | —      | —      | 5     | 0     |
| Ольяненсе        | Итого            | Итого            | 17   | 1    | 1     | 0     | —      | —      | 18    | 1     |
| Сампдория        | Серия А          | 2015/16          | 1    | 0    | —     | —     | —      | —      | 1     | 0     |
| Сампдория        | Итого            | Итого            | 1    | 0    | —     | —     | —      | —      | 1     | 0     |
| Лугано           | Суперлига        | 2016/17          | 8    | 0    | 2     | 3     | —      | —      | 10    | 3     |
| Лугано           | Итого            | Итого            | 8    | 0    | 2     | 3     | —      | —      | 10    | 3     |
| Ливорно          | Серия C          | 2017/18          | 8    | 1    | 1     | 0     | 2      | 0      | 11    | 1     |
| Ливорно          | Итого            | Итого            | 8    | 1    | 1     | 0     | 2      | 0      | 11    | 1     |
| ФеральпиСало     | Серия C          | 2017/18          | 11   | 0    | —     | —     | 1      | 0      | 12    | 0     |
| ФеральпиСало     | Итого            | Итого            | 11   | 0    | —     | —     | 1      | 0      | 12    | 0     |
| Анжи             | РПЛ              | 2018/19          | 27   | 5    | 1     | 0     | —      | —      | 28    | 5     |
| Анжи             | Итого            | Итого            | 27   | 5    | 1     | 0     | —      | —      | 28    | 5     |
| Ахмат            | РПЛ              | 2019/20          | 20   | 3    | 1     | 0     | —      | —      | 21    | 3     |
| Ахмат            | РПЛ              | 2020/21          | 9    | 0    | 1     | 0     | —      | —      | 10    | 0     |
| Ахмат            | Итого            | Итого            | 29   | 3    | 2     | 0     | —      | —      | 31    | 3     |
| Ротор            | РПЛ              | 2020/21          | 14   | 2    | 1     | 0     | —      | —      | 15    | 2     |
| Ротор            | Итого            | Итого            | 14   | 2    | 1     | 0     | —      | —      | 15    | 2     |
| Вайле            | Суперлига        | 2021/22          | 25   | 1    | 7     | 2     | —      | —      | 32    | 3     |
| Вайле            | 1 дивизион       | 2022/23          | 17   | 3    | 4     | 2     | —      | —      | 21    | 5     |
| Вайле            | Итого            | Итого            | 42   | 4    | 11    | 4     | —      | —      | 53    | 8     |
| Акрон            | Первая           | 2022/23          | 14   | 8    | 5     | 1     | —      | —      | 19    | 9     |
| Акрон            | Итого            | Итого            | 14   | 8    | 5     | 1     | —      | —      | 19    | 9     |
| Всего за карьеру | Всего за карьеру | Всего за карьеру | 179  | 22   | 24    | 8     | 3      | 0      | 206   | 30    |